# Frank Mottershaw
Frank Mottershaw est un réalisateur britannique né en 1850 et décédé le 18 septembre 1932 à Sheffield (Yorkshire).
Il est connu comme l'un des pionniers du cinéma britannique. Il a créé sa propre maison de production : la Sheffield Photo Company, et a réalisé  soixante courts-métrages, pour la plupart des comédies. 

## Filmographie
- 1903 : Audacieux cambriolage en plein jour (A Daring Daylight Burglary)
- 1903 : Robbery of the Mail Coach
- 1903 : The Convict's Escape from Prison
- 1904 : A Ride on the Kinver Light Railway
- 1904 : The Coronation of King Peter the First
- 1904 : Attack on a Japanese Convoy
- 1904 : A Dash with the Despatch
- 1904 : The Tramp's Duck Hunt
- 1904 : The Market Woman's Mishap
- 1904 : A Cycle Teacher's Experiences
- 1904 : The Coiners
- 1904 : The Bobby's Downfall
- 1904 : Late for Work
- 1904 : Boys Will Be Boys
- 1904 : Fly Catchers
- 1904 : Bertie's Courtship
- 1904 : The Tramps and the Washerwoman
- 1904 : A Picnic Disturbed
- 1904 : That Awful Donkey
- 1905 : A Soldier's Romance
- 1905 : An Eccentric Burglary
- 1905 : The Masher and the Nursemaid
- 1905 : Lazy Workmen
- 1905 : A Fireman's Story
- 1905 : The Shoplifter
- 1905 : The Demon Motorist
- 1905 : A Man Although a Thief
- 1905 : Mixed Babies
- 1905 : The Life of Charles Peace
- 1906 : Our Boyhood Days
- 1906 : Lost in the Snow
- 1906 : The Eccentric Thief
- 1906 : That Terrible Dog
- 1906 : Our Seaside Holiday
- 1906 : His First Silk Hat
- 1906 : After the Club
- 1907 : The Romany's Revenge
- 1907 : Johnny's Rim
- 1907 : Willie's Dream
- 1907 : The Blackmailer
- 1907 : His Cheap Watch
- 1908 : That Nasty Sticky Stuff